# マリー・テレーズ・シャルロット・ド・フランス
マリー・テレーズ・シャルロット（仏: Marie Thérèse Charlotte, 1778年12月19日 - 1851年10月19日）は、フランス国王ルイ16世と王妃マリー・アントワネットの長女。ルイ16世の弟シャルル10世の長男であるルイ・アントワーヌ王太子の妃となった。ルイ16世とマリー・アントワネットの子女の中で唯一天寿を全うした。

## 生涯

### 革命以前

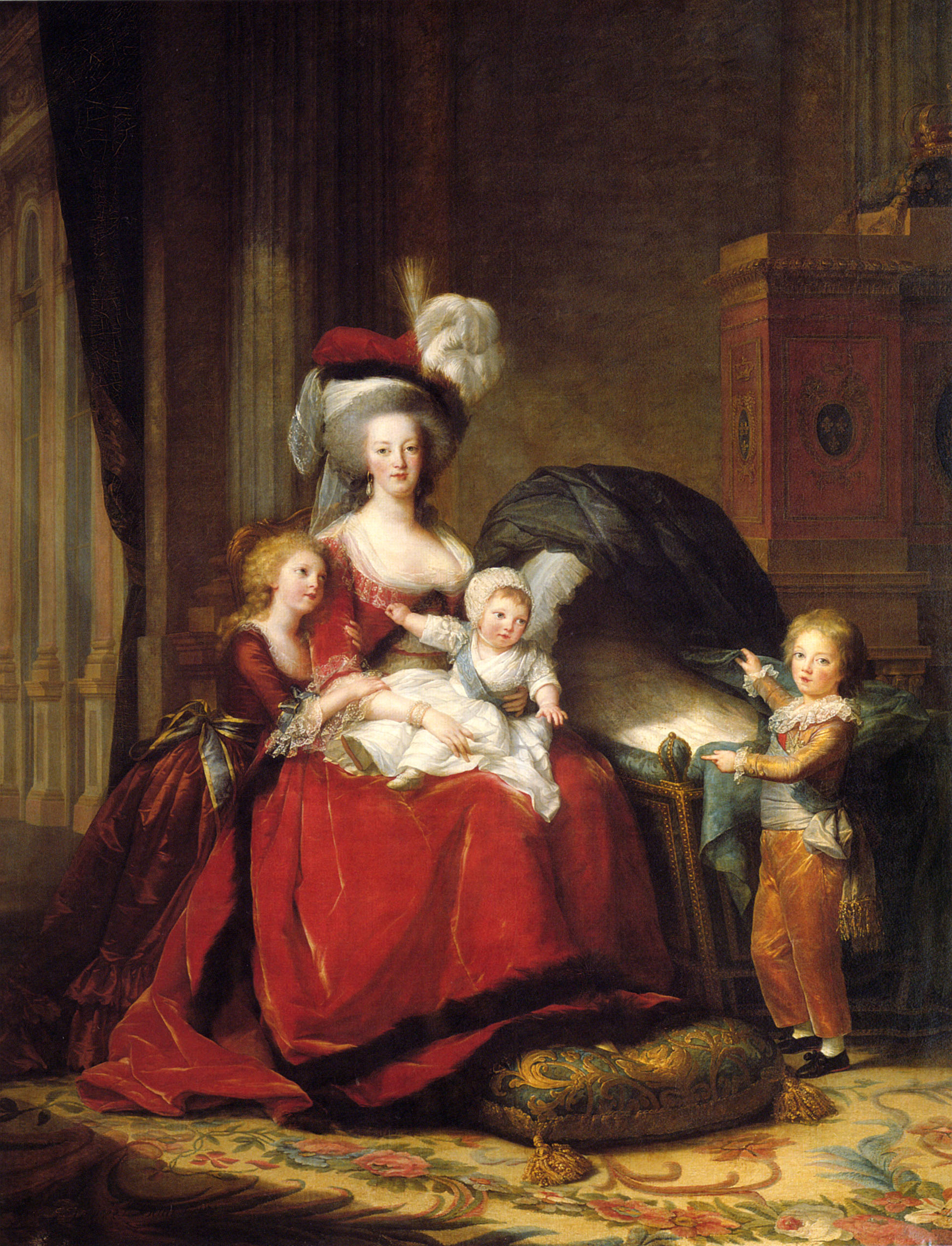
マリー・アントワネットと子供たち（ヴィジェ＝ルブラン作、1787年。ヴェルサイユ宮殿）

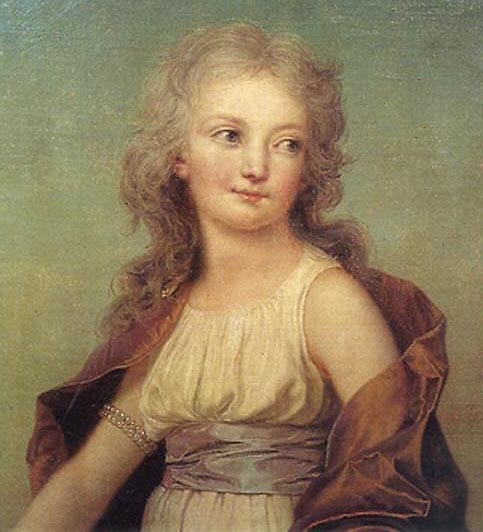
マリー・テレーズ（アドルフ・ヴェルトミュラー作、1784年）

マリー・テレーズはルイ16世とマリー・アントワネットの長子としてヴェルサイユ宮殿で生まれた。夫妻の結婚から7年目にしてようやく生まれた子供であった。名前は祖母「女帝」マリア・テレジアの名にちなむ。幼少期はブルボン家とハプスブルク家の血を引くことに誇りを持ち、プライドが高く、少し大人びた性格であったとされている。9歳の頃、ヴェルモン神父から母が落馬したが無事だったという話を聞かされたマリー・テレーズは「もし母が死んだら何をしても自由だったのに」と答え、神父を唖然とさせた。
その一方で、養育係が誤って彼女の足を踏みつけてしまい怪我をした日の晩、足の傷に気づいた養育係がなぜ負傷したことを訴えなかったかを問うと「あなたが私に怪我をさせて私が痛がっているとき、自分が原因だと知ったらあなたの方が傷ついたでしょう」と答えたというエピソードもある。
マリー・テレーズはまだ幼い頃から、自分の体重と同じぐらいの重さのパニエを身に着け、公式行事や社交の場に顔を出していたため、幼い頃から母の悪口を耳にしていた。1789年5月5日の三部会では、両親に恥をかかせたオルレアン公爵（後のフィリップ・エガリテ）や民衆を憎んだ。それでもフランス革命以前は、人々からフランス国王の第1女子嫡子の称号マダム・ロワイヤル（Madame Royale）と呼ばれ、愛された。
10歳の頃、1778年7月31日にヴェルサイユ宮の小間使いが出産したマリー・フィリピーヌ・ド・ランブリケが、マリー・テレーズの遊び友達として迎えられた。この少女はマリー・テレーズと瓜二つだった。1788年4月30日にマリー・フィリピーヌの母フィリピーヌが亡くなると、マリー・アントワネットはエルネスティーヌと改名させ、養女にした。ルイ16世はエルネスティーヌのために部屋を用意させ、高価なピアノやドレスを買い与えた。マリー・テレーズは弟のルイ・シャルルとともに、養育係のトゥルゼール夫人の娘、ポリーヌ・ド・トゥルゼールによくなついた。

### 革命下の少女時代
1789年10月6日、マリー・テレーズは家族や廷臣と共にテュイルリー宮殿に軟禁された。1790年4月4日、エルネスティーヌとともに父から聖体拝領を受ける（10歳）。1791年6月21日、ヴァレンヌ事件が起きたが、前日にエルネスティーヌは父ジャックを訪問するため宮殿を離れていた。1792年8月9日、チュイルリー宮が襲撃された。マリー・テレーズの教育係ド・スシー夫人はかねてから母マリー・アントワネットに命じられていたとおり、自身の安全を守るためエルネスティーヌを連れてチュイルリー宮を逃れた。8月13日、マリー・テレーズは家族とともにタンプル塔に幽閉された。父母と叔母エリザベートは革命政府によりギロチンで処刑され、弟ルイ・シャルルとも引き離されると、2年近く1人で幽閉生活を送った。国民公会による尋問には必要最低限の言葉で答え、公会が差し向けた面会者の質問には全く答えなかった。また、幽閉後、発病した弟ルイ・シャルルの健康状態を常に気にかけ、治療を施すようにと何度も国民公会に手紙を送った。マリー・テレーズの部屋には下の階に幽閉されていた弟の泣き声がよく聞こえてきた。少女の慰めはエリザベート王女が残した毛糸で編み物をすることと、カトリックの祈祷書と信仰であった。
ロベスピエール処刑後、国民公会政府末期には待遇が良くなり、1795年7月、16歳になったマリー・テレーズの身の回りの世話係は、アルザス出身のマドレーヌ・エリザベート・ルネ・イレール・ボッケ・ド・シャトレンヌ夫人が雇われた。30歳のこの女性はマリー・テレーズのために衣類や筆記用具や本などを差し入れ、庭園を散歩する許可を得たり、ルイ・シャルルの愛犬スパニエル雑種の「ココ」を部屋に呼んで遊ばせるなどした。ド・シャトレンヌ夫人は硬く口止めされていたが、次第に気の毒になり、伏せられてきた母と叔母の処刑を知らせた。また、誰ともほとんど会話のないまま2年近くを過ごしたマリー・テレーズが発声異常に陥ったため矯正を手助けしたものの、しゃがれ声がよくなることはなかった。マリー・テレーズはド・シャトレンヌ夫人に親しみをこめて「愛しいルネット」と呼んだ。
この頃のフランス国民は、幽閉されたままのマリー・テレーズに同情的になっており、散歩に出られるようになるとルイ16世の近侍フランソワ・ユーはタンプル塔の近くに部屋を借り、大きな声で歌ったり、かつて王室で使われた暗号を使用して手紙を送った。塔に近いボージョレ通りは、マリー・テレーズを一眼見ようとする野次馬であふれた。

### 流転の亡命生活

#### オーストリアで
1795年7月30日、マリー・テレーズの母方の従兄の神聖ローマ皇帝フランツ2世は、フランス共和国政府が出した条件を受け入れ、16歳のマリー・テレーズの身柄とフランス人捕虜の引き換えに同意した。9月、ド・トゥルゼル夫人は娘のポーリーヌとともに面会し、彼女と釈放されウィーンに送られることを話す。この時マリー・テレーズは、ルイ・シャルルが使った部屋に案内した。12月19日、マリー・テレーズが嫌っていた元養育係のド・スシー夫人とその娘、牢番のゴマン、憲兵のメシャンと共に深夜、タンプル塔を出発する。翌1796年1月9日、ウィーンのホーフブルク宮殿に到着する。しかしナポレオン軍が北イタリアで優勢となると、プラハ近郊に夏ごろまで避難した。

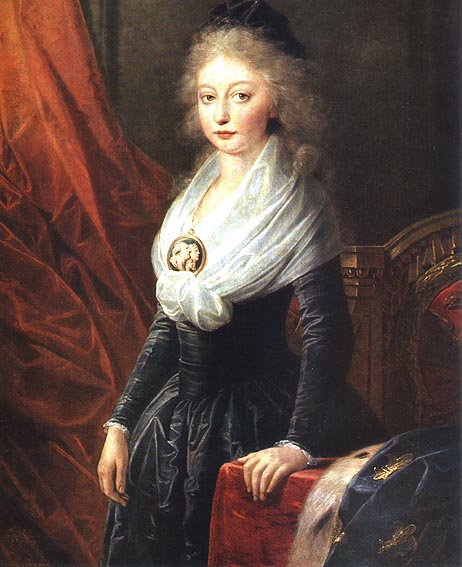
マリー・テレーズ（フューガー作、1795年。エルミタージュ美術館蔵）

ウィーン宮廷では亡命貴族支援とブルボン家再興のため尽力し、フランツ2世はマリー・テレーズを丁重に扱い、手当も与えたが、手紙や面会人を厳しく監視した。しかし、マリー・テレーズは時にレモンの果汁で手紙を書く（あぶりだし）など、非常に慎重に文通や送金を行った。1797年、手紙をかわしていたド・シャトレンヌ夫人から出産した男児の命名を願う手紙が届き、自分の名前からシャルルと名づけてはという提案を返信したが、皇帝の監視を逃れるためそっけない文面となった。この年、ナポレオン・ボナパルトがウィーンに進軍した。
フェルセン伯爵は、マリー・アントワネットがかつてマリー・テレーズのために親類や友人に分散して託した金と宝石を取り戻して相続させようと奔走し、各国の宮廷をめぐった。遺された資産のほとんどはフランツ2世の手元に集まっており、フェルセン伯と謁見した1797年2月24日にマリー・テレーズが相続すべき財産の所有を認め、後にその持参金にすると答えた。当時、自身の弟のカール大公と結婚させて、フランスの利権を手に入れようと考えていたからだが、マリー・テレーズはブルボン家の叔父ルイ18世（プロヴァンス伯）の薦めに応じ、父方の従兄にあたるアングレーム公ルイ・アントワーヌとの結婚を選ぶ。アングレーム公はやはり叔父にあたるアルトワ伯（後のシャルル10世）の長子であり、この娶せ（めあわせ）は、フランツ2世もヨーロッパ大陸の味方を求めていたため黙認した。
ウィーン宮廷では、従姉でフランツ2世の皇后マリア・テレジア（ナポリ王国出身）と互いに嫌いあったが、皇帝の妹マリア・クレメンティーナ大皇女、マリア・アマーリア皇女とは親しく、1798年に妹のほうが死去した際にはたいへん悲しんだ。スペイン・ブルボン家のカルロス4世はマリー・テレーズに年俸を与えると同意し、フランツ2世は弔問のためにミタウにおもむく旅費を負担すると約束した。トリーア選帝侯クレメンス・フォン・ザクセンから、マリー・テレーズは革命以前に夭逝した弟ルイ・ジョゼフの肖像画とルイ16世が断頭台で着用し血で汚れた肌着を託されると、それらを持参しミタウへと旅立った。

#### クールラント
1799年春、叔父ルイ18世の亡命地ロシア領クールラントのミタウ城に到着したマリー・テレーズは、父ルイ16世の処刑に立ち会ったエッジワース神父と面談したが、神父は涙ぐみ言葉にならなかった。マリー・テレーズは同年6月10日、20歳で許婚のアングレーム公ルイ・アントワーヌと結婚し、仲をとりもったルイ18世から、結婚祝いとして亡きルイ16世夫妻の結婚指輪を手のひらに載せられたマリー・テレーズは、新郎と抱き合って泣いた。当時のロシアを治めたパーヴェル1世皇帝は、署名入りのロシアの結婚証明書にダイヤモンドの豪華な宝飾品一式ほか、金貨を詰めた財布や帽子とガウンなど山ほどの贈り物を持たせた。添えられた手紙にはマリー・テレーズの勇気を褒め称えてあり、フランスに帰国できるまでロシア領滞在を認めると記されていた。皇帝への返書には自分の家族に尽力してくれた礼を述べた。
この頃のマリー・テレーズについてルイ18世は「両親それぞれに似ており、身長は母親ほど高くないが、かわいそうな妹よりは高い。軽やかに優雅に歩き、悲運を語る時も涙は見せない。善良で親切で優しい」と弟のアルトワ伯爵（後のシャルル10世）宛ての手紙で評した。この結婚はアングレーム公の父アルトワ伯の思惑として、王政復古が成った際に気の毒な王女とともにフランスに戻り、自身のイメージアップが図れると企てた説もある。
新郎のアングレーム公は対ナポレオン戦線に加わることを望み、1800年4月、ナポレオンが第2次イタリア戦役を開始すると、コンデ公と共に戦うためミタウを去った。夫婦は愛し合っていたがイギリスで合流するまで、この時から長年、離れて暮らすほかなくなくなる。5月、ミタウを訪問したフェルセン伯は、マリー・テレーズ（）から生きる気力を感じられず、結婚生活が不幸なのではと考えた。その後、父の処刑に賛成票を入れたオルレアン公（フィリップ・エガリテ）の長男ルイ・フィリップ（後のフランス王）が訪ねてきたが、マリー・テレーズは面会すら拒んだ。
1801年1月22日、ルイ18世はパーヴェル1世よりロシア領からの退去命令を下されると、マリー・テレーズにはサンクトペテルブルクで自分の客として過ごすよう薦めた。しかしマリー・テレーズはロシアを離れる叔父の馬車2台の一行に加わると決めると、真冬のロシアから行き先も決まらない旅に備え、家具を売却して金策した。旅費も乏しい極寒の旅の最中、ルイ18世の秘書であり、マリー・テレーズの聞罪司祭だったマリー神父が自殺し、最期に言い残した名前「ド・ショワジー嬢」が自らの侍女であり、聖職者の密かな恋を知ったマリー・テレーズはショックを受ける。

ルイ18世は手紙でプロイセン王フリードリヒ・ヴィルヘルム3世に滞在許可を求めるが、返書はメーメル滞在中に届き、ナポレオンを刺激したくないので先にフランスの許可を待ちたいと記してあった。マリー・テレーズにはプロイセン王妃となっていたルイーズから、サンクトペテルブルクに身を寄せるように誘いがあるが、「叔父を見捨てられない、私は我々全員の場所を求めている」と断った。それでもルイーズ王妃は後日、手紙をよこして「ナポレオンが一家と側近のワルシャワ滞在を許可したから、条件にしたがってルイ18世はリル伯爵、マリー・テレーズはラ・メイユレイ侯爵夫人と名乗るように」と伝え、その後も王に代わり、ナポレオンや各国の王族とフランス亡命宮廷の処遇を何度も交渉し、マリー・テレーズにとって頼れる友となった。

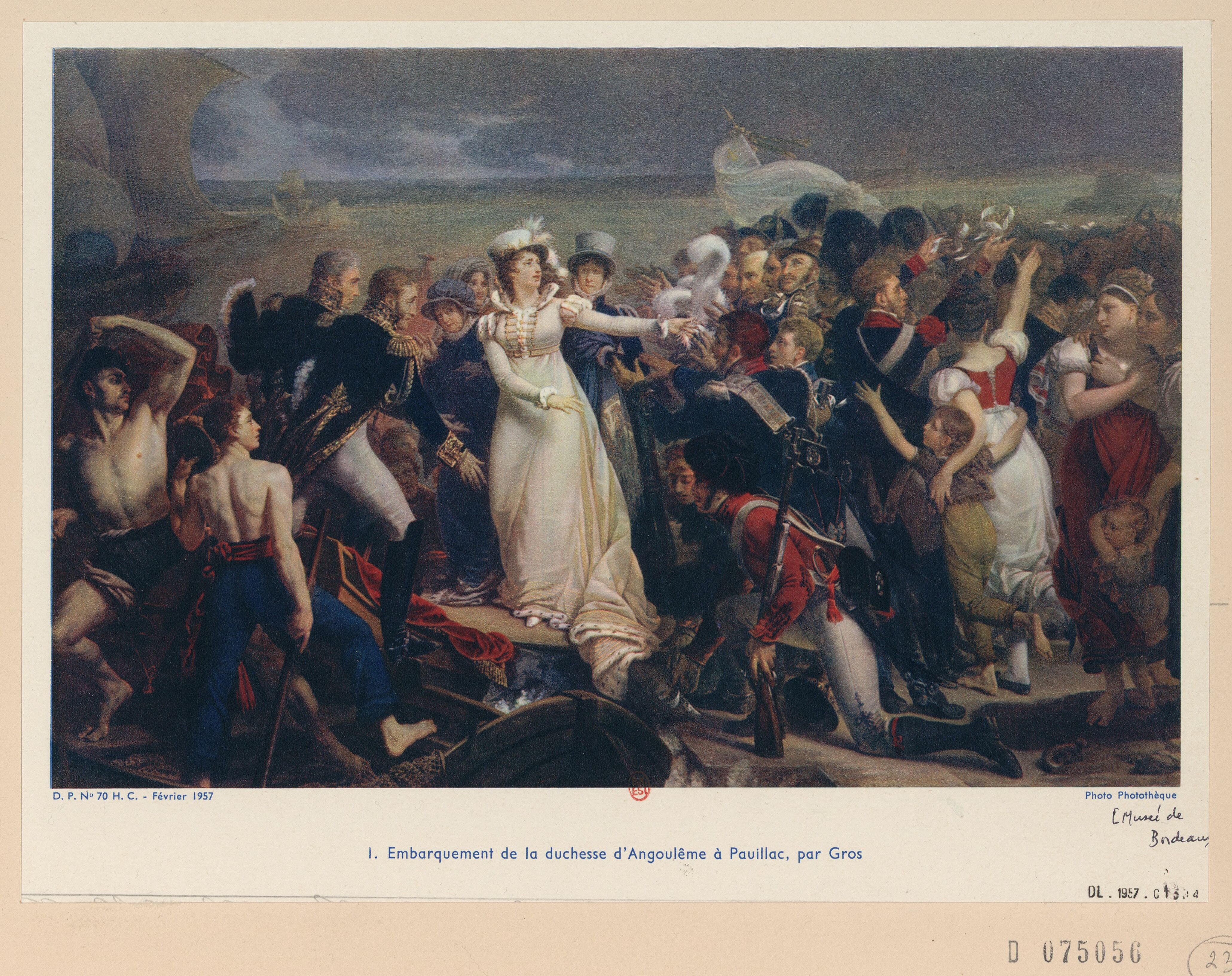
海路、亡命するアングレーム公爵夫人マリー・テレーズ（中央の白いドレス）

#### ワルシャワ
1801年3月6日、一行はワルシャワに到着した。数週間後、休暇をとったアングレーム公が到着した。その直後、ロシア皇帝パーヴェル1世の暗殺にアレクサンドル1世皇子が関わっていたことを知る。その人物はマリー・テレーズたちブルボン家にあまり関心を示さず、手当は父の支払った額の半分以下しか出さなかった。それでもルイ18世はポーランド王スタニスワフ・レシチニスキの曾孫であり、マリー・テレーズは熱心なカトリック信者であるから、ワルシャワで非常に歓迎された。ヴェルサイユのように宮廷儀礼を守った生活が始まり、マリー・テレーズはフランス亡命貴族を支援し、修道院や貧民を見舞う慈善事業も行った。ポーランド貴族たちは亡命宮廷がレシチニスキ宮殿で夏を過ごせるように手を配った。この頃、ルイ18世は政治についてマリー・テレーズを頼り相談するようになった。
ワルシャワにフランス王室が定住すると、ミタウやヨーロッパ各国からルイ18世を頼ってかつての廷臣たちが集まった。カルロス4世やフランツ2世、アルトワ伯からの送金だけでは宮廷費をまかない切れなくなると、マリー・テレーズはパーヴェル1世から贈られた婚礼祝いのダイヤモンドを売却した。父王ルイ16世に仕え、ルイ18世の側近となったユー男爵は、1801年から1802年の冬の厳しさとマリー・テレーズの倹約ぶり、女主人がよく泣いていたと記録している。1804年3月21日、コンデ公はナポレオン暗殺を企んだという冤罪により処刑され、ワルシャワの亡命宮廷にその知らせが届いたのは4月9日のことであった。マリー・テレーズは憎しみを込めてナポレオンを「犯罪者」と呼んだ。

#### 再びクールラント、そしてイギリス
1805年4月、亡命宮廷は再びミタウに戻った。ナポレオン軍によるプロイセンとロシアの攻撃が始まると、マリー・テレーズとエッジワース神父はミタウの負傷兵を看護した。看護中に腸チフスに感染した神父は5月22日に病死し、マリー・テレーズは悲しみに襲われた。ミタウを訪れたアレクサンドル1世は、間もなくロシア帝国がナポレオン軍に敗北すること、ヨーロッパ大陸にブルボン家の安住地はなく、スウェーデン国王グスタフ4世が避難場所を用意すると知らせた。8月、グスタフ4世が用意したフリゲート艦トロイア号に乗り、アングレーム公はルイ18世に伴ってストックホルムへ旅立ち、妻と従者は残された。グスタフ4世の手厚いもてなしを受けていた両名だったが、迎えに来たアングレーム公の弟ベリー公に伴われて突然、イギリスへ向かった。
イギリス国王ジョージ3世は、スコットランドのエディンバラに向かう条件つきで下船許可を出したが、バッキンガム侯爵の仲介を受けて、フランス亡命宮廷の定住地はロンドン北東部のゴスフィールド・フォールに決まった。1808年8月、マリー・テレーズはルイ18世の妃マリー・ジョゼフィーヌと当地に到着した。翌1809年4月、フランス亡命宮廷はバッキンガムシャーのハートウェル・ハウスを年500ポンドでバッキンガム侯爵から借りあげると移転した。マリー・テレーズは田園地域の城で、夫や親族と廷臣に囲まれ暮らした（30歳）。義父アルトワ伯はロンドンの館に暮らし、アングレーム公夫妻を社交の場に招き楽しませた。イギリスの人々もフランス亡命宮廷に優しく接した。
1810年3月11日、マリー・テレーズがウィーン宮廷時代に可愛がっていたマリア・ルイーゼがナポレオンに嫁いだという知らせに、ルイ18世もマリー・テレーズも衝撃を受けた。フランス亡命宮廷にはフェルセン伯爵殺害、プロイセン王妃ルイーズの病死と悪い知らせが重なり、マリー・テレーズは落ち込んだ。1812年2月、王太子（後のジョージ4世）は認知症を患ったジョージ3世の摂政となると、亡命中のフランス王室と廷臣たちに安全な場を提供し続けると約束して多額の手当を出し、フランス亡命貴族にも愛を持って接して盛大なパーティを催してはもてなした。舞踏会の際、王太子の右隣という栄誉ある席をあてがわれたマリー・テレーズは、当然、王太子を気に入った。
1813年1月、マリー・テレーズは結婚13年目にして懐妊し、王室は喜びに包まれる。しかし、妊娠がかなり進んだ時期に流産してしまう。その後、妊娠することはなかった。

### 復古王政期

#### フランスへの帰国
1814年、ナポレオンがロシア遠征で敗れたことを機会に、マリー・テレーズはイギリスを後にした。4月29日、コンピエーニュに到着した際、トゥルゼル夫人、その娘ポーリーヌ（結婚してベアルン伯爵夫人）と再会し歓喜の涙を流して抱き合った。
パリに戻ったマリー・テレーズは、幼い頃に辛酸を舐めつくしたテュイルリー宮殿で暮らすほかなかったが、そこかしこにナポレオンが自分の頭文字Nを刻みつけて、蜜蜂と鷲をあしらった装飾を毛嫌いした。ナポレオン時代に身分を得た成り上がりの貴族には決して心を許さず、洗礼名で呼びつけにして相手を怒らせた。新興貴族たちは、マリー・テレーズがいかにもイギリスっぽい野暮な服装でパリに戻ったと嘲笑した。ルイ18世は「人前でむすっとした顔をしないこと、垢抜けない服装をしないこと、人前ではせめて紅ぐらいつけなさい」と妻を叱った。マリー・テレーズはまた、帝政下で成功したかつての仲間も嫌った。母后の侍女だったカンパン夫人が学校を開き、ボナパルト家の人間を教育していたと知ると、面会すら拒んだ。反対に、自分が苦しい時に尽力してくれたポーリーヌには「夫と子供と宮廷に来て下さい」と手紙を送り、当時ナポリにいたド・シャトレンヌ夫人には年俸を定めて与え、自分を訪ねるよう手紙で招き、息子のシャルルには親衛隊関連の仕事を世話した。
ルイ16世とマリー・アントワネットの遺体は1805年に発見されていたが、弟のルイ・ジョゼフの遺体はマリー・テレーズが帰国後も見つからなかった。亡命時代から弟だと名乗る人間が現れては面会を求めたが、マリー・テレーズは一度も応じていない。しかし弟の生存を確かめずにはおれず、12月13日にかつて弟の牢番を務めたアントワーヌ・シモン未亡人を非公式に訪ねた。シモン夫人は、弟君はタンプル塔で落命せず「1802年に自分を見舞いに来た」と答えた。翌1815年1月27日、パリ市立病院を見舞ったマリー・テレーズは、弟の検死を行ったフィリップ＝ジャン・ペルタン医師を紹介された。2日後、この医師との面談では弟の心臓を切り出した経緯を聞かされ、その容器を渡したいと聞いたものの、受け渡しは何度も失敗したあげくに、1825年5月に医師からパリのド・ケラン大司教に託された。1826年9月にその医師が亡くなると、クリスタル容器に納めた心臓は大司教の図書室に隠された。

#### 百日天下
この頃、マリー・テレーズの地味な衣装や不機嫌さはフランス国民に不人気だったが、それでも極寒のミタウからワルシャワまで叔父を支えて旅した勇気を称え「新たなアンティゴーネ」と呼ばれた。ブルボン家の再興に熱意を燃やし、フランス各地を視察した妻をアングレーム公も支援した。1815年3月12日、滞在先のボルドーに到着したアングレーム公はナポレオン逃亡の一報を聞き、その足で引き返すとニームで4000人の国王軍を指揮する。マリー・テレーズはボルドーに残り、小編成の国王軍の主導権を握った。3月20日以降、ナポレオンの百日天下に際してはガロンヌ川岸のベルトラン・クローレル率いる革命軍と対岸に陣取るブルボン家軍が緊張する中、屋根のない馬車に立ち上がり、反ナポレオンの挙兵演説を行った。その内容は翌日、ロンドンの『ザ・タイムズ』に紹介され、内容を知ったナポレオンはマリー・テレーズを「ブルボン家唯一の男性」と揶揄（やゆ）した。ヘントに逃れていたルイ18世は妻をマーガレット・オブ・アンジューという、かつて薔薇戦争でヘンリー6世のためにランカスター家の軍隊を指揮した女性になぞらえた。
その後、マリー・テレーズは再び亡命し、4月19日にイギリスに上陸。まず手紙でブルボン公をナポレオン攻勢にけしかける。ヘントに逃れていた叔父のルイ18世に送った手紙では、ナポレオンを「あの男」と呼んだ。ナポレオンは亡命中のマリー・テレーズ夫妻の書簡の一部を奪って内容を世間にさらした。怒りにまみれたマリー・テレーズは7月29日にパリに戻るが、臆病なルイ18世にうんざりしており、帰国するやいなやテュイルリー宮殿にあるNの頭文字や蜜蜂と鷲の装飾をすべて取り払うよう命じた。そしてルイ18世に頼み、100日天下の時期に自分を王座につけるよう民衆を煽ったルイ・フィリップを、フランスから追放させた。

#### ルイ18世時代
マリー・テレーズは死の間際の父から「憎しみを捨てるように」と諭されたが、ルイ・フィリップとナポレオンへの憎悪はいつまでも呪縛のようについてまわった。アルトワ伯とマリー・テレーズは超王党派となり、出版の自由の制限や教会勢力の増大、完全な国王主権を望んだ。中道的な叔父のルイ18世は、時には自由主義者との妥協もいとわなかったためそりが合わず、政治面で何度も衝突したという。マリー・テレーズはまた、過激で無慈悲な白色テロを扇動した。これには幼少期に受けた、過酷な体験が影を落としていたといえ、「復讐のためフランスに戻った王女」とも呼ばれるほどであった。夫のアングレーム公はイギリス亡命時代に触れた議会政治への憧れを徐々に募らせて、政治を巡る夫妻の口論の一因にもなった。
しかし世間の人々はボルドーでマリー・テレーズが見せた勇気と慈悲深い性格を称え、作家で政治家のシャトー・ブリアン夫人は1816年に元亡命貴族と聖職者を受け入れる病院をパリに築くと公表し、マリー・テレーズに献名した。プロイセン国王はルイーズ王妃に先立たれており、その病院の最初の寄付者となる。同病院は1819年に完成した。この年、ルイ18世はマリー・アントワネットが最期を過ごしたコンシェルジュリーの独房を公開した。教会は敬虔なマリー・テレーズに司教と枢機卿を指名する名誉を与えた。
6月17日、ベリー公は両シチリア王フランチェスコ1世の長女マリー・カロリーヌと結婚した。ところが1820年2月13日、オペラ座でベリー公は狂信的なボナパルト派の馬具屋ルイ・ピエール・ルヴェルにより暗殺された。王族一同が警察大臣エリー・ドゥカズの罷免を求め、義父アルトワ伯爵とマリー・テレーズはこの事件を、叔父ルイ18世の自由主義的政権のもとで権力を強めたドゥカズのせいと糾弾する。「もう一緒に食事をしません、パリを立ち去ろうと思います」と夫妻で南西部へ行く意向を示されたルイ18世は譲歩し、ドゥカズを罷免した。マリー・カロリーヌは9月29日にアンリ・フェルディナン・デュードネ王子を出産する。マリー・テレーズは友人ポーリーヌに「ようやく諦めがついたから子供は持たないままで過ごす」と心中をもらした。
未亡人となったマリー・カロリーヌは社交に熱中し、子供たちと過ごすことは少なかった。マリー・テレーズは幼い甥と姪が自由に遊べるように、自らも辛い思い出を逃れるために、かつてのプチ・トリアノンのような場所を探す。1821年12月29日、パリ西部にあるヴィルヌーヴ・レタンの屋敷を購入すると、図書室には自ら集めた旅行記や革命史の本を並べ、父ベリー公を失ったルイーズとアンリのために動物を集めて飼わせたり、地所に設けた農場で生産する牛乳と生クリームを自慢にし、パリに持ち帰っては友人たちと楽しんだ。当然ながら、政治的な面で嫌っていたリシュリュー公が晩餐会に参加すると、その皿に自慢のクリームを分け与えることはなかった。

#### シャルル10世時代

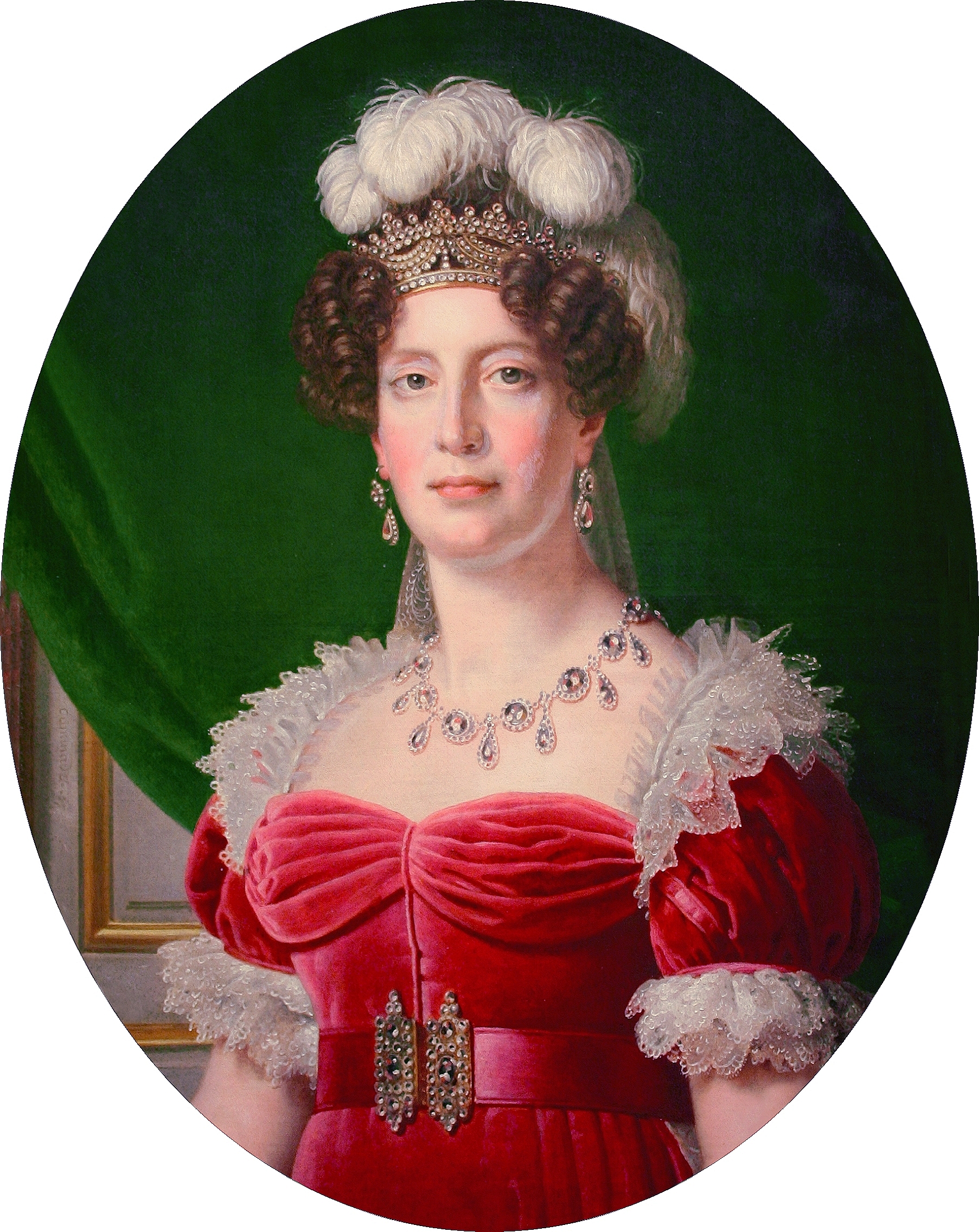
マリー・テレーズ（アレクサンドル＝フランソワ・カミナード作、1827年。ルーヴル美術館）

1824年9月16日、ルイ18世が病死した（マリー・テレーズ45歳）。義父アルトワ伯が国王シャルル10世を継ぐとマリー・テレーズの身分は王太子妃に変わり、亡くなった叔父（兄）によく仕えたように、この叔父（かつ舅）にもよく仕えた。差出人不明のマリー・テレーズ殺害予告が届くと、1825年7月24日に議会で大臣に見せたように、いまだに政敵から命を狙われる身とはいえ、マリー・テレーズを慕う人々が絶えず訪問して面会を求めた。身分は王太子妃でも使用人は45人しか雇わず、質素と倹約を貫いたマリー・テレーズは、ベリー公の遺児ルイーズとアンリの面倒をよく見ており、2人とも伯母によくなついた。ルイ・フィリップがフランスに帰国しても嫌悪はおさまらず、それでもオルレアン家の子供たちには元日ごとにプレゼントを贈った。だが最も身近にいたルイーズとアンリには、かつて自分が母マリー・アントワネットにされたように、多くのおもちゃを見せるだけ見せて「ありがたみと貧困」の教えを説き、おもちゃは送り返させた。子供たちはこれをよく理解し、孫たちが不満を口にしない様子は、義父シャルル10世を満足させた。

### 7月革命後の再亡命

#### イギリス
1830年、7月革命によって、またしてもシャルル10世一家とマリー・テレーズは長い亡命生活を送ることとなった。パリ暴動の後、マリー・テレーズが売却したヴィルヌーヴ・レタンの屋敷はドゥカズ子爵の手に移るが、かつてベリー公暗殺の際に罷免されたドゥカズの兄弟であった。亡命の準備を整えると、マリー・テレーズは親友ポーリーヌと泣きながら別れた際にマリー・アントワネットの遺品の印章を差し出した。これが2人にとって今生の別れとなった。7月革命から4ヵ月をさかのぼると、スペイン国王フェルナンド7世は娘イサベルのためにサリカ法を廃し、王弟カルロスの王位継承を妨げていた。フランスのブルボン家はその知らせを後に知った際には、マリー・テレーズは「ずっと前にフランスがやるべきことだった」と不満を表した。
シャルル10世一家は8月3日にパリを出発して北上した後、8月16日、シェルブールからイギリスへ渡った。一家はワイト島のセントヘレンズへ上陸させられ、国王ウィリアム4世の名代としてウェリントン公の信書を受け取る。フランスの私人として到着するなら避難所を用意する旨が記されており、シャルル10世はポンティユー伯爵、マリー・テレーズはマルヌ伯爵夫人、ベリー公妃はロニー伯爵夫人、アンリはシャンボール伯爵と名乗ることにした。
カトリック教徒のトマス・ウェルド卿は、国王一家にドーセットのラルワース城を貸した。マリー・テレーズは秘書のシャルレ男爵の画策により、一家を養うため多くの金をロンドンの銀行家ワースから受け取った。10月、一家はエディンバラのホリールード宮殿に移ったが、ここは一般人が出入りできて居心地が悪く、マリー・テレーズは宮殿の近くに小さな家を借りて暮らすことにした。シャルル10世は老年を孫に囲まれて暮らすのは幸せだと、たびたび口にした。

#### オーストリアの庇護下
フランス新政府とイギリスの関係が改善されると状況は一変し、シャルル10世はオーストリア皇帝フランツ1世（かつての神聖ローマ皇帝フランツ2世）を頼りプラハへ移ると決めた。ところがマリー・カロリーヌは義父との同行を拒み、シャルル10世はしぶしぶ「フランスに帰国した際、息子が未成年の場合はベリー公妃を摂政とする」と宣言し、署名した。その直後、マリー・カロリーヌは姿を消すとヨーロッパ各地を転々とした後、1832年4月にブルボン家支持者アルマサン公らとともに叛乱を起こして逮捕された。拘留中のマリー・カロリーヌが青年弁護士との間の子を妊娠していること、またエットーレ・ルケージ・パッリ伯との秘密結婚が明らかにされると、不貞に怒ったシャルル10世は義娘を絶縁してしまう。遺されたルイーズとアンリの養育は、マリー・テレーズが母親代わりに引き受けた。
プラハではフラドシン城を用意してもらい、ここでシャルル10世らとヴェルサイユの伝統的儀礼を復活させた。彼女は刺繍をして静かに過ごし、その作品はオークションにかけて、収益は恵まれない者に寄付された。1836年にオーストリアの都合でモラヴィアのキルシュベルク城へ、その後ゴリツィアのグラッファンベルク城へ転居を重ねた。ここで義父シャルル10世を1836年に、夫アングレーム公を1844年に看取ると、新たにウィーン郊外のフロースドルフ城へ移住を迫られる。ここでは散歩に読書、刺繍、祈りを日課として静かに暮らした。その作品はオークションで利益を生み、売上はまた貧しい者たちに寄付された。
マリー・テレーズは1851年10月19日、肺炎のため死亡した。夫との間に子が無かったため、ルイ16世とマリー・アントワネットの血筋は途絶えた。

## 備考
タンプル塔幽閉までは、かわいらしい笑顔のマリー・テレーズの肖像画が残されている。しかし、その後の過酷な体験を反映して、以後の肖像画には気難しそうな女性が描かれたものもある。革命から解放された当初のマリー・テレーズは、その悲痛な体験のためフランス国民からの同情を受けていた。しかし堅物な性格や、若さをイメージさせる王太子妃としてはかなり高齢だったことから、一部の王党派や聖職者の人気を除いて、民衆からの人気はあまり無かったという説もある。また生涯を通して、母のように愛人を作ることはなかったと伝えられる。

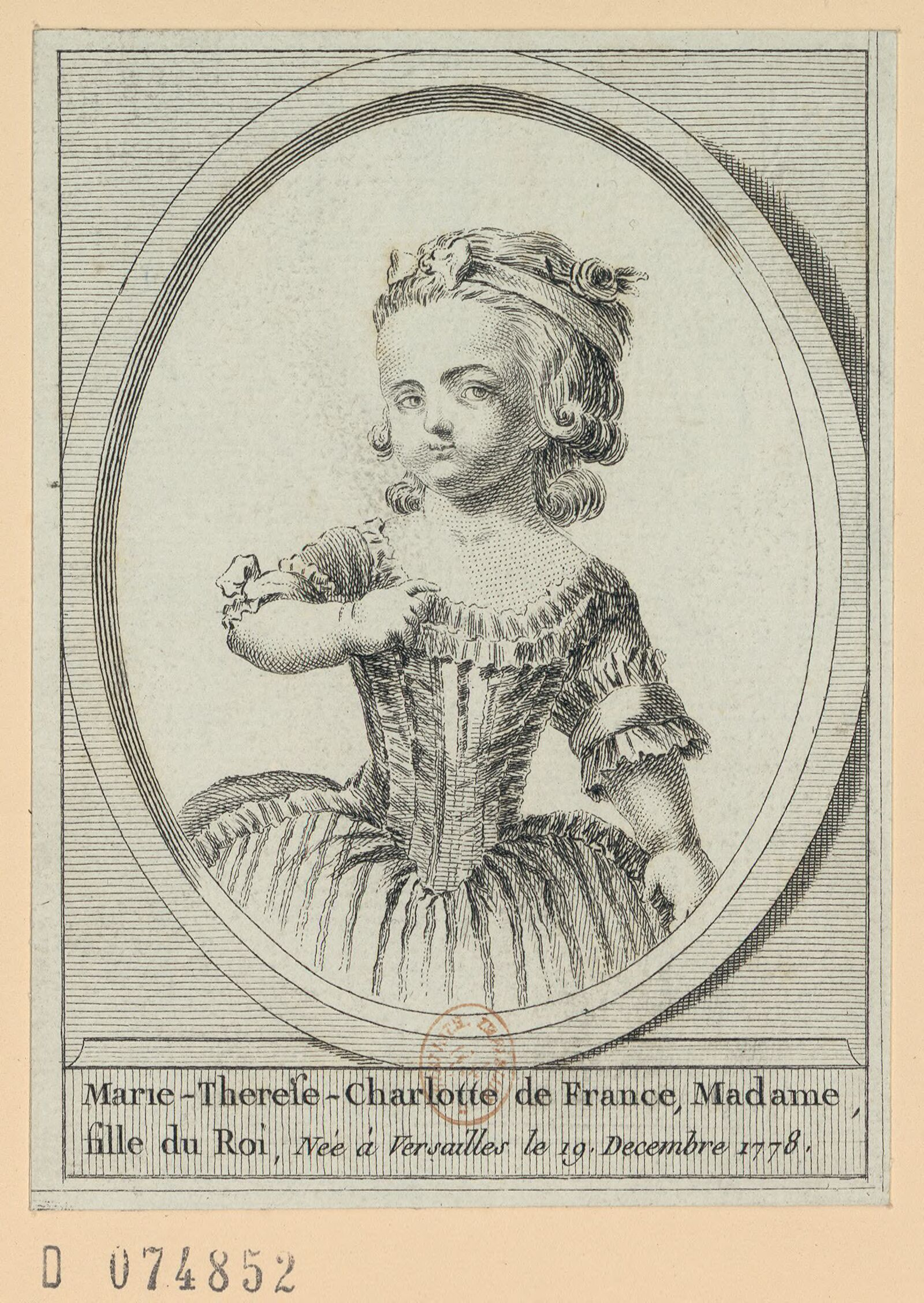
幼少期の肖像（書籍より）

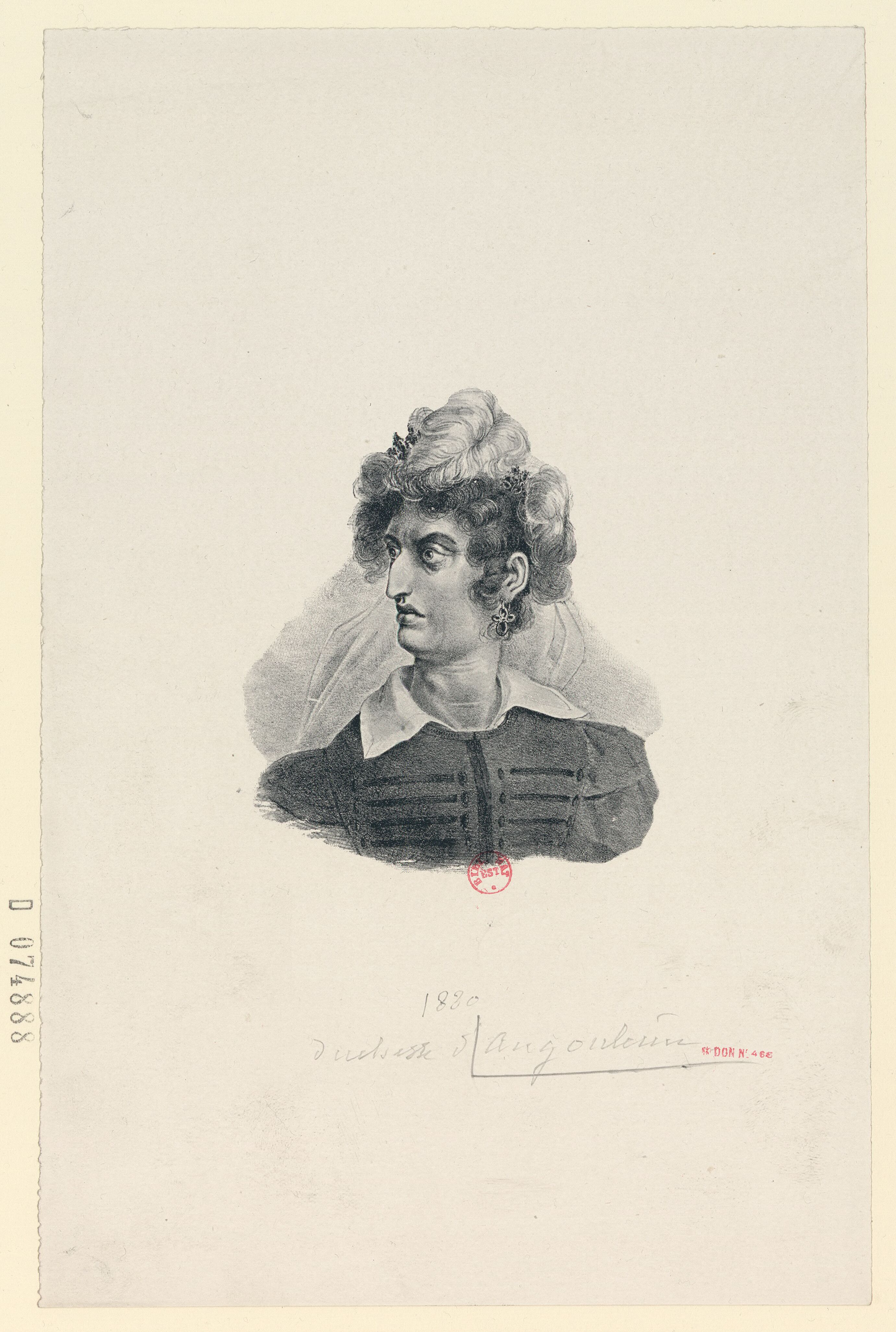
マリー・テレーズ・シャルロット・ド・フランス改めアングレーム公爵夫人の肖像。フランス国立図書館蔵書より

王政復古時より「マリー・テレーズは共に養育されたエルネスティーヌとタンプル塔内ですり替えられてオーストリアに送られた」とする説があり、ドイツに存在した「闇の伯爵夫人」と呼ばれる女性が本物のマリー・テレーズではないかと言われた。また、幽閉時に極秘出産したとされる俗説もあり、マリー・テレーズの晩年まで実子を名乗る者から手紙が届いた。